# Sarita Choudhury
Sarita Catherine Louise Choudhury (Blackheath, 18 de agosto de 1966) es una actriz británica que ha aparecido en cine y televisión. Choudhury debutó en la gran pantalla protagonizando el drama romántico Mississippi Masala (1991). Posteriormente, participó en numerosas producciones cinematográficas estadounidenses e internacionales, como Un crimen perfecto (1998), She Hate Me de Spike Lee (2004), Lady in the Water (2006), Midnight's Children (2012) y The Green Knight (2021).
Choudhury protagonizó varias películas, entre ellas la romántica erótica histórica Kama Sutra: A Tale of Love (1996), el drama For Real (2009) y la película de terror sobrenatural Evil Eye (2020). En televisión, interpretó a Mira Berenson en la serie de suspenso de Showtime, Homeland (2011-2017) y a Kith Lyonne en la serie de superhéroes Netflix, Jessica Jones (2019). En 2021, Choudhury comenzó a interpretar a Seema Patel en la serie de comedia dramática de HBO Max, And Just Like That...

## Primeros años de vida y educación
Choudhury nació en Blackheath (Londres), de padres ingleses e indio-bengalíes. Su padre era científico y ella creció en Jamaica e Italia.
Estudió economía y cine en la Queen's University en Kingston (Ontario), Canadá, graduándose en 1989. Su hermano mayor, Paul Choudhury, también estudió en Queen's.

## Carrera
Choudhury hizo su debut en la pantalla grande protagonizando junto a Denzel Washington la película de drama romántico de 1991 Mississippi Masala dirigida por Mira Nair, por la que recibió su tarjeta del Sindicato de Actores de Cine (SAG). Ella todavía estaba trabajando como camarera en el East Village de Manhattan para llegar a fin de mes mientras la película estaba en los cines. La película fue recibida positivamente por los críticos. Después de que su película debut Mississippi Masala se convirtiera en un éxito de cine independiente, Choudhury actuó como una cantante de country-western pakistaní en la película de comedia británica Wild West (1992), una criada chilena que es violada en la adaptación de Bille August de La casa de los espíritus y una madre lesbiana en la película experimental Fresh Kill dirigida por Shu Lea Cheang.
Después de aparecer en la película de comedia estadounidense The Perez Family y el drama hecho para televisión Down Came a Blackbird en 1995, Choudhury interpretó a Tara, la princesa india en la película histórica de romance erótico Kama Sutra: A Tale of Love (1996) dirigida por Nair. La película generó controversia en el momento de su estreno y fue prohibida en India debido a su temática erótica y contenido sexual. Los años siguientes, actuó principalmente en producciones estadounidenses, destacando su papel recurrente en la serie dramática policial de la NBC Homicide: Life on the Street durante cinco episodios de la temporada 1998-99 como la Dra. Kalyani, una médica forense. En 1998, apareció en la película de suspenso policial Un crimen perfecto y en la película de drama romántico Restless. Al año siguiente, tuvo un papel secundario en la película de suspenso Gloria dirigida por Sidney Lumet. Tuvo papeles recurrentes en los dramas televisivos de corta duración Deadline (2000) y 100 Centre Street (2001-2002), y más tarde apareció en las películas de comedia It Runs in the Family (2003) y She Hate Me (2004).
En 2005, Choudhury protagonizó la película de drama político independiente The War Within y al año siguiente apareció en el thriller psicológico Lady in the Water de M. Night Shyamalan. En 2007, interpretó el papel de la amante del rey, Helen Pardis, en la serie dramática de corta duración de la NBC Kings. La serie se basó en la historia bíblica del rey David, pero ambientada en la época moderna. La contraparte bíblica de su personaje fue Rizpa, una concubina del rey Saúl. Trabajó con la directora de cine independiente Sona Jain en la película dramática de 2009 For Real. En una entrevista con The Statesman, dijo: «Después de Mississippi Masala y Kama Sutra, comencé a recibir ofertas en Nueva York... para actuar en teatros... simplemente me dejé llevar. Un buen día, pensé que no había vuelto a la India, que no había rodado allí y que era algo que quería hacer. Hubo ofertas de Bollywood, pero no fue hasta el guion de Sona que me puse a pensar en la India». La película se estrenó comercialmente en septiembre de 2010.
En 2011, Choudhury fue elegida como la esposa de Saul Berenson, Mira, en la serie de suspenso político de Showtime, Homeland. Fue promovida a regular de la serie durante la tercera temporada. Junto con el elenco, recibió una nominación a los premios del Sindicato de Actores por Actuación Destacada de un Conjunto en una Serie Dramática. Después de Homeland, coprotagonizó la película de comedia dramática romántica, Aprendiendo a conducir (2014), e interpretó a Egeria, la ministra del Interior del Capitolio en Los juegos del hambre: Sinsajo - Parte 1 (2014) y Los juegos del hambre: Sinsajo - Parte 2 (2015). En 2015-2016, apareció como la Subdirectora Política de la Casa Blanca, Sophia Varma, en la serie dramática criminal de NBC Blindspot. En 2016, protagonizó junto a Tom Hanks la película de comedia dramática A Hologram for the King.
Choudhury apareció en las películas independientes The Last Photograph (2017) y After Louie (2018), y fue miembro regular del elenco durante la tercera y última temporada de la serie dramática de Hulu The Path en 2018. En 2019, protagonizó a Kith Lyonne en la serie de Netflix Jessica Jones y al año siguiente apareció en la miniserie de Hulu Little Fires Everywhere. En 2020, interpretó el papel principal en la película de terror sobrenatural Evil Eye. También protagonizó la película dramática española Nieva en Benidorm (2020) y apareció en el drama de ciencia ficción After Yang y The Green Knight (2021).
En 2021, Choudhury se unió al elenco de la serie dramática de comedia And Just Like That... de HBO Max, una reedición de Sex and the City. Interpreta a Seema Patel, una agente inmobiliaria que se convierte en la nueva amiga de Carrie Bradshaw. Choudhury recibió una amplia cobertura de prensa por su actuación en la serie. Algunos críticos la apodaron «la nueva Samantha Jones». The A.V. Club la nombró la mejor parte de la serie. Tras su actuación en And Just Like That..., HBO Max anunció que Choudhury protagonizaría y produciría la serie dramática familiar The Colony, basada en la película de 2019 Stray Dolls.

## Vida personal
Choudhury tiene una hija, llamada Maria.

## Filmografía

### Cine
| Año  | Título                                   | Papel                |
| ---- | ---------------------------------------- | -------------------- |
| 1991 | Mississippi Masala                       | Meena                |
| 1992 | Wild West                                | Rifat                |
| 1993 | La casa de los espíritus                 | Pancha García        |
| 1994 | Fresh Kill                               | Shareen Lightfoot    |
| 1995 | The Perez Family                         | Josette              |
| 1996 | Kama Sutra: A Tale of Love               | Tara, la reina       |
| 1998 | High Art                                 | Joan (no acreditado) |
| 1998 | Un crimen perfecto                       | Raquel Martínez      |
| 1998 | Restless                                 | Jane Talwani         |
| 1999 | Gloria                                   | Angela               |
| 2000 | Come On                                  | Sarita               |
| 2001 | 3 A.M.                                   | Box                  |
| 2001 | Trigger Happy                            | Alison               |
| 2002 | Just a Kiss                              | Colleen              |
| 2002 | Refuge                                   | Girl                 |
| 2003 | Rhythm of the Saints                     | Mariela              |
| 2003 | It Runs in the Family                    | Suzie                |
| 2004 | Marmalade                                | Angela               |
| 2004 | She Hate Me                              | Song                 |
| 2004 | The Breakup Artist                       | Mona                 |
| 2004 | Indocumentados                           | Mrs. Guerrero        |
| 2005 | The War Within                           | Farida S. Choudhury  |
| 2005 | L'est de la brúixola                     | Dabashree            |
| 2006 | Lady in the Water                        | Anna Ran             |
| 2008 | The Accidental Husband                   | Sunny                |
| 2009 | Entre nos                                | Preet                |
| 2009 | For Real                                 | Priya                |
| 2011 | Aazaan                                   | Menon                |
| 2012 | Gayby                                    | Ushma                |
| 2012 | Generation Um...                         | Lily                 |
| 2012 | Midnight's Children                      | Indira Gandhi        |
| 2012 | BMW: Bombay's Most Wanted                |                      |
| 2013 | Admission                                | Rachel               |
| 2013 | Innocence                                | Dr. Vera Kent        |
| 2014 | The Disinherited                         | Anna                 |
| 2014 | Aprendiendo a conducir                   | Jasleen              |
| 2014 | Los juegos del hambre: Sinsajo - Parte 1 | Egeria               |
| 2014 | Roman Buildings                          | Sarita               |
| 2015 | Los juegos del hambre: Sinsajo - Parte 2 | Egeria               |
| 2015 | Sweets                                   | Sweets               |
| 2016 | A Hologram for the King                  | Zahra                |
| 2017 | The Last Photograph                      | Hannah               |
| 2017 | After Louie                              | Maggie               |
| 2020 | Evil Eye                                 | Usha Kharti          |
| 2020 | Nieva en Benidorm                        | Alex                 |
| 2021 | After Yang                               | Cleo                 |
| 2021 | The Green Knight                         | Madre                |

### Televisión
| Año           | Título                            | Papel                       | Notas                                                                                       |
| ------------- | --------------------------------- | --------------------------- | ------------------------------------------------------------------------------------------- |
| 1995          | Down Came a Blackbird             | Myrna                       | Película para televisión                                                                    |
| 1997          | Subway Stories                    | Humera                      | Película para televisión; segmento: «Honey-Getter»                                          |
| 1998–1999     | Homicide: Life on the Street      | Dra. Kalyani                | Personaje periódico                                                                         |
| 2000–2001     | Deadline                          | Sahira Ondaatje             | 3 episodios                                                                                 |
| 2001–2002     | 100 Centre Street                 | Julia Brooks                | Personaje periódico                                                                         |
| 2004          | Law & Order                       | Nadira Harrington           | Episodio: «Paradigm»                                                                        |
| 2004          | PBS Hollywood Presents            | Charmaine                   | Episodio: «Cop Shop»                                                                        |
| 2007          | Damages                           | Terapeuta del sueño         | Episodio: «She Spat at Me»                                                                  |
| 2009          | Kings                             | Helen Pardis                | Personaje periódico                                                                         |
| 2009          | The Philanthropist                | Rhada Shivpuri              | Episodio: «Kashmir»                                                                         |
| 2009          | Possible Side Effects             | Callie                      | Película para televisión                                                                    |
| 2010          | Mercy                             | Dra. Carrozzi               | Episodio: «Wake Up, Bill»                                                                   |
| 2010          | The Good Wife                     | Simran Verma                | Episodio: «Mock»                                                                            |
| 2010          | Bored to Death                    | Lakshmi                     | Episodio: «Forty-Two Down!»                                                                 |
| 2011          | Bar Karma                         | Sarita                      | Episodio: «Man Walks Out of a Bar»                                                          |
| 2011          | Crimen en el paraíso              | Avita                       | Episodio: «Music of Murder»                                                                 |
| 2011–2017     | Homeland                          | Mira Berenson               | Personaje principal (temporada 3); recurrente (temporadas 1, 4); invitado (temporadas 2, 6) |
| 2015–2016     | Blindspot                         | Sofía Varma                 | Personaje periódico                                                                         |
| 2016          | Elementary                        | Gira Pal                    | Episodio: «A Study in Charlotte»                                                            |
| 2016          | Divorce                           | Courtney                    | Episodio: «Church»                                                                          |
| 2016–2017     | Madam Secretary                   | Primera ministra Jaya Verma | 2 episodios                                                                                 |
| 2018          | The Path                          | Lilith                      | Personaje principal (temporada 3)                                                           |
| 2018          | Instinct                          | Alcaldesa Myers             | 2 episodios                                                                                 |
| 2018          | Strangers                         |                             | 3 episodios                                                                                 |
| 2019          | Jessica Jones                     | Kith Lyonne                 | Personaje principal (temporada 3)                                                           |
| 2019          | Modern Love                       | Terapeuta                   | Episodio: «Rallying to Keep the Game Alive"                                                 |
| 2020          | Mira, la detective del reino      | Tía abuela Rupa (voz)       |                                                                                             |
| 2020          | Little Fires Everywhere           | Anita Rees                  | 3 episodios                                                                                 |
| 2021          | Law & Order: Special Victims Unit | Vanessa Blake               | Episodio: «In the Year We All Fell Down»                                                    |
| 2021-presente | And Just Like That...             | Seema Patel                 | Personaje principal                                                                         |
| 2022          | Ramy                              | Olivia                      | Personaje invitado; 3 episodios                                                             |
| 2024          | Fallout                           | Lee Moldaver                | 4 episodios                                                                                 |